# Dave Grossman (Spieleentwickler)

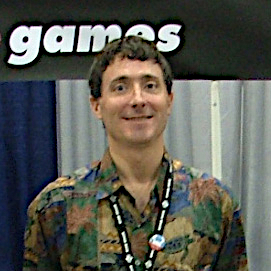
Dave Grossman auf der Comic-Con 2007.

Dave Grossman ist ein US-amerikanischer Spieleentwickler und Spieldesigner, der vor allem durch seine Arbeit bei Telltale Games und seine frühe Arbeit bei Lucasfilm Games bekannt ist. Er hat auch mehrere Kinderbücher und ein Buch mit „Männergedichten“ namens Ode to the Stuff in the Sink geschrieben.

## Karriere in der Spielindustrie
Grossman fing 1989 bei Lucasfilm Games an, das später als LucasArts bekannt wurde. Bei LucasArts schrieb und programmierte Grossman zusammen mit Ron Gilbert und Tim Schafer The Secret of Monkey Island und Monkey Island 2: LeChuck’s Revenge. Später war er Mitentwickler von Day of the Tentacle.
Grossman verließ LucasArts 1994, um eine freiberufliche Karriere zu beginnen. Für Humongous Entertainment, ein von Ron Gilbert mitbegründetes Unternehmen, war er an der Entwicklung vieler von der Kritik gefeierter Spiele für Kinder beteiligt, wie zum Beispiel der Pajama-Sam-Serie. Später schrieb er auch Kinderspiele für Hulabee Entertainment und Disney.
Danach entwarf er Abenteuerspiele für Telltale Games, ein Unternehmen, das von LucasArts-Veteranen gegründet wurde. 2005 kam er als Lead Designer zu Telltale. 2009 kehrte er zu seinen Monkey-Island-Wurzeln zurück und arbeitete als Design Director an Telltale Games’ Episodenspiel Tales of Monkey Island.
Im August 2014 verließ er Telltale und wechselte im November 2014 als Chief Creative Officer zum Amazon Alexa Gaming-Spezialisten Reactive Studios, der inzwischen in EarPlay umbenannt wurde.
Seit 2020 arbeitete er zusammen mit Ron Gilbert an Return to Monkey Island, das am 19. September 2022 veröffentlicht wurde.

## Kinderbücher
Lyrick Publishing veröffentlichte drei Bücher von Grossman, die auf Charakteren aus den Spielen von Humongous Entertainment basierten. Dabei handelt es sich um Freddi Fish: The Big Froople Match, Pajama Sam: Mission to the Moon und Freddi Fish: The Missing Letters Mystery.
Für Fisher-Price/Nickelodeon hat Grossman zwei interaktive Bücher verfasst: SpongeBob SquarePants: Sleepy Time und Fairly OddParents: Squawkers.

## Andere Werke
Grossman behauptete, dass seine Interessen an anderen Werken oft von seinem Vater inspiriert wurden: „Ich schätze, ich habe eine gewisse rastlose Tüftlerneugier von meinem Vater geerbt (der hauptsächlich mit Worten, Holz, Fotografie und Architektur arbeitet, oft in Kombination).“ Dazu gehören auch seine Interessen für das Schreiben, Zeichnen, die Bildhauerei und die Musik.
Grossman ist der Autor von Ode to the Stuff in the Sink: A Book of Guy Poetry, das er 2002 im Selbstverlag veröffentlichte. Es enthält eine Auswahl illustrierter Gedichte, die sich mit verschiedenen Aspekten des männlichen Lebens befassen, darunter die Unfähigkeit zu tanzen, altes Zeug im Kühlschrank und die Unlust, irgendetwas zu putzen. Das Buch ist auf Dave Grossmans persönlicher Website erhältlich. Viele der Gedichte wurden zuerst in seiner elektronischen Mailingliste Poem of the Week veröffentlicht.

## Ludografie
- The Secret of Monkey Island (1990)
- Monkey Island 2: LeChuck’s Revenge (1991)
- Day of the Tentacle (1993)
- Pyjama Sam: Kein Grund, sich zu verstecken, wenn es draußen dunkel ist (1996)
- Pyjama Sam 2: Donner und Blitz sind nicht so beängstigend (1998)
- Freddi Fish 4: Der Fall der Hogfish Rustlers von Briny Gulch (1999)
- Pyjama Sam 3: Du bist was du isst vom Kopf bis zu den Füßen (2000)
- Moop and Dreadly in the Treasure on Bing Bong Island (2001)
- Ollo in the Sunny Valley Fair (2002)
- Pigle’s Big Game (2003)
- Bone – Flucht aus Boneville
- Sam & Max: Season One (2006–07)
- Sam & Max: Season Two (2007–08)
- Strong Bad’s Cool Game for Attractive People (2008)
- Tales of Monkey Island (2009–10)
- Back to the Future: The Game (2010–11)
- Return to Monkey Island (2020–22)